# Standard Car Manufacturing Company
Standard Car Manufacturing Company, vorher Standard Electric Car Company, war ein US-amerikanischer Hersteller von Automobilen.

## Unternehmensgeschichte
Clem F. Krueger leitete die Standard Electric Car Company mit Sitz in Jackson in Michigan. 1911 begann die Produktion von Automobilen. Der Markenname lautete Standard, inoffiziell auch Standard Electrique. Im November 1913 kam es zu einer Umbenennung in Standard Car Manufacturing Company, als das Kapital aufgestockt wurde. Verärgerte Anteilseigner forderten die Insolvenz, die jedoch abgelehnt wurde. Im November 1915 endete die Produktion. Benjamin Briscoe übernahm die Fabrik und nutzte sie für seine Argo Motor Company.

## Fahrzeuge
Im Angebot standen ausschließlich Elektroautos. Ein Elektromotor trieb die Fahrzeuge an. Der Bedienhebel war auf sechs verschiedene Geschwindigkeiten ausgelegt. Gelenkt wurde mit einem Lenkhebel vom rechten Sitz. In der Werbung wurde die Reichweite von 177 km hervorgehoben. Die Höchstgeschwindigkeit war mit 32 km/h angegeben. Die meisten Fahrzeuge hatten geschlossene Karosserien.
Von 1911 bis 1912 gab es nur das Model M. Das Fahrgestell hatte 231 cm Radstand. Der Aufbau war ein Coupé mit vier Sitzen.
1913 wurde bei diesem Modell der Radstand für einen zweisitzigen Runabout beibehalten. Für das viersitzige Coupé wurde der Radstand dagegen auf 244 cm verlängert. Außerdem gab es das Model L. Es hatte 229 cm Radstand und war als zweisitziges Coupé karosseriert.
Von 1914 bis 1915 stand nur das Model M im Sortiment. Der Radstand betrug nun einheitlich 244 cm. Zur Wahl standen ein zweisitziger Roadster und ein dreisitziges Coupé.

## Modellübersicht
| Jahr      | Modell  | Radstand (cm) | Aufbau                            |
| --------- | ------- | ------------- | --------------------------------- |
| 1911–1912 | Model M | 231           | Coupé 4-sitzig                    |
| 1913      | Model L | 229           | Coupé 2-sitzig                    |
| 1913      | Model M | 231           | Runabout 2-sitzig                 |
| 1913      | Model M | 244           | Coupé 4-sitzig                    |
| 1914–1915 | Model M | 244           | Roadster 2-sitzig, Coupé 3-sitzig |

## Übersicht über Pkw-Marken aus den USA, die mitStandardbeginnen
| Marke       | Hersteller                                   | Vermarktungsbeginn | Vermarktungsende | Ort, Bundesstaat           |
| ----------- | -------------------------------------------- | ------------------ | ---------------- | -------------------------- |
| Standard    | Boston Automobile Company                    | 1900               | 1900             | Bar Harbor, Maine          |
| Standard    | Standard Motor Vehicle Company (New Jersey)  | 1900               | 1901             | Camden, New Jersey         |
| Standard    | Standard Motor Vehicle Company (Kalifornien) | 1901               | 1902             | Oakland, Kalifornien       |
| Standard    | Standard Motor Construction Company          | 1904               | 1905             | Jersey City, New Jersey    |
| Standard    | St. Louis Car Company                        | 1910               | 1911             | St. Louis, Missouri        |
| Standard    | Standard Car Manufacturing Company           | 1911               | 1915             | Jackson, Michigan          |
| Standard    | Standard Engineering Company                 | 1914               | 1914             | Chicago, Illinois          |
| Standard    | Standard Steel Car Company                   | 1914               | 1923             | Butler, Pennsylvania       |
| Standard GE | Standard Gas Electric Power Company          | 1909               | 1910             | Philadelphia, Pennsylvania |